# Чаиный остров
Чаиный остров (укр. Чаїний острів) — искусственный речной остров на Кременчугском водохранилище. Находится недалеко от набережной города Черкассы.

## Расположение
Остров расположен в 1 км от черкасской набережной, и в 700 м от северной точки урочища Пустырь. Узкий и удлиненный, имеет выраженную форму буквы П с наклонными западными и восточными ветвями, направленными на север. Внутри этой фигуры образовалась своеобразная лагуна. Длина западной ветки — 810 м, восточной — 980 м, перемычки между ними — 1420 м. Ширина в разных местах колеблется от 20 до 150 м. Восточная ветвь во время приливов может частично затапливаться.

## История
После создания в 1959 году Кременчугского водохранилища, историческая местность Мытница, а также большинство речных островов близ Черкасс, были затоплены его водами. Позже с начала 1980-х здесь начались масштабные намывные работы с целью построения нового микрорайона. Чаиный остров тоже был создан путем намыва песчаных грунтов на мелководье водохранилища по линии фарватера. Он должен стать частью рекреационной зоны перспективного микрорайона, но экономические проблемы СССР и его дальнейший распад не дали этим планам реализоваться. Со времени появления остров не имел определенного названия, однако со временем среди местных жителей закрепилось название Чаиный, поскольку он стал домом для большого количества чаек, населяющих берега водохранилища, и является одним из своеобразных символов Черкасс. Иногда его также называют Муравьиным, из-за большого количества муравьев.